# Willie Marshall
Wilmott Charles „The Whip“ Marshall (1. prosince 1931 Kirklad Lake, Ontario – 2. června 2023) byl kanadský hokejový útočník, který odehrál 33 utkání v NHL. Je rekordmanem v počtu odehraných utkání, vstřelených branek, asistencí a bodů v AHL.

## Kariéra

### Juniorská a amatérská
V letech 1947–1951 nastupoval v juniorské OHA za St. Michael's Majors. V ročníku 1950/1951 odehrál čtyři utkání ve stejné lize za Guelph Biltmores.
Sezonu 1951/1952 strávil v nižší soutěži MMHL, kde hrál za Charlottetown Islanders.

### Toronto Maple Leafs
V NHL debutoval v ročníku 1952/1953, když 28. února a 1. března 1953 odehrál za Toronto Maple Leafs dvojzápas proti New York Rangers. Poté byl odeslán zpět na farmu.
Nejvýraznější příležitost dostal v sezoně 1954/1955, kdy mezi 21. listopadem a 26. prosincem 1954 odehrál šestnáct utkání. Hned v premiéře si připsal asistenci na ledě Rangers, proti stejnému soupeři 27. listopadu vstřelil svojí jedinou branku v NHL. O rok později dostal na podzim 1955 příležitost v šesti utkáních.
Posledním obdobím v NHL bylo pak pro Marshalla devět utkání v sezoně 1958/1959. Svůj poslední 33. start si připsal 25. prosince 1958 na ledě Detroit Red Wings.

### AHL
Svoji kariéru Marshall nejvíce spojil s American Hockey League, tedy farmářskou soutěží k NHL. V letech 1952–1956 nastupoval za Pittsburgh Hornets, s kterými v roce 1955 získal Calderův pohár. Nejúspěšnější období zažil v celku Hershey Bears, kde hrál od roku 1956 do roku 1963, kromě části sezony 1958/1959, kdy hrál za Rochester Americans. V Hershey zažil dva mistrovské tituly (1958 a 1959). V letech 1956 a 1958 byl vybrán do prvního All-Star Teamu sezony, v roce 1962 do druhého. V roce 1958 navíc obdržel John B. Sollenberger Trophy pro nejproduktivnějšího hráče soutěže. Marshallovo číslo 16 již v Hershey bylo na jeho počest vyřazeno z užívání.
Po odchodu z Hershey hájil barvy Providence Reds (1963–1966) a Baltimore Clippers (1966–1971). V sezoně 1971/1972 odehrál svých posledních 10 zápasů v AHL za Rochester Americans, zbytek sezony nastupoval v konkurenční IHL za Toledo Hornets. Poté ukončil profesionální kariéru. V sezoně 1975/1976 odehrál jedno utkání v lize NAHL.
V roce 2006 byl jedním z prvních členů přijatých do síně slávy AHL. Nejlepší střelci jednotlivých sezon v této soutěži obdrží od roku 2004 Willie Marshall Award.

## Statistika
| 1948/49    | St. Michael's Majors    | OHA-jr.    | 32   | 13  | 18  | 31   | 14  | —   | —  | —  | —   | —  |
| 1949/50    | St. Michael's Majors    | OHA-jr.    | 48   | 39  | 27  | 66   | 32  | 5   | 6  | 1  | 7   | 10 |
| 1950/51    | St. Michael's Majors    | OHA-jr.    | 43   | 29  | 30  | 59   | 20  | 6   | 1  | 1  | 2   | 2  |
|            | Guelph Biltmores        | OHA-jr.    | 4    | 4   | 3   | 7    | 2   | —   | —  | —  | —   | —  |
| 1951/52    | Charlottetown Islanders | MMHL       | 84   | 50  | 44  | 94   | 89  | —   | —  | —  | —   | —  |
| 1952/53    | Toronto Maple Leafs     | NHL        | 2    | 0   | 0   | 0    | 0   | —   | —  | —  | —   | —  |
|            | Pittsburgh Hornets      | AHL        | 62   | 27  | 39  | 66   | 58  | 10  | 1  | 8  | 9   | 13 |
| 1953/54    | Pittsburgh Hornets      | AHL        | 61   | 28  | 45  | 73   | 41  | 5   | 1  | 4  | 5   | 2  |
| 1954/55    | Toronto Maple Leafs     | NHL        | 16   | 1   | 4   | 5    | 0   | —   | —  | —  | —   | —  |
|            | Pittsburgh Hornets      | AHL        | 46   | 23  | 25  | 48   | 37  | 10  | 9  | 7  | 16  | 6  |
| 1955/56    | Toronto Maple Leafs     | NHL        | 6    | 0   | 0   | 0    | 0   | —   | —  | —  | —   | —  |
|            | Pittsburgh Hornets      | AHL        | 58   | 45  | 52  | 97   | 47  | 4   | 2  | 1  | 3   | 0  |
| 1956/57    | Hershey Bears           | AHL        | 64   | 35  | 59  | 94   | 18  | 7   | 3  | 7  | 10  | 4  |
| 1957/58    | Hershey Bears           | AHL        | 68   | 40  | 64  | 104  | 56  | 11  | 10 | 9  | 19  | 6  |
| 1958/59    | Toronto Maple Leafs     | NHL        | 9    | 0   | 1   | 1    | 2   | —   | —  | —  | —   | —  |
|            | Rochester Americans     | AHL        | 19   | 7   | 16  | 23   | 6   | —   | —  | —  | —   | —  |
|            | Hershey Bears           | AHL        | 37   | 22  | 16  | 38   | 4   | 9   | 5  | 2  | 7   | 0  |
| 1959/60    | Hershey Bears           | AHL        | 72   | 38  | 40  | 78   | 99  | —   | —  | —  | —   | —  |
| 1960/61    | Hershey Bears           | AHL        | 56   | 25  | 44  | 69   | 36  | 7   | 3  | 5  | 8   | 2  |
| 1961/62    | Hershey Bears           | AHL        | 70   | 30  | 65  | 95   | 24  | 7   | 0  | 6  | 6   | 0  |
| 1962/63    | Hershey Bears           | AHL        | 72   | 36  | 56  | 92   | 12  | 15  | 3  | 7  | 10  | 10 |
| 1963/64    | Providence Reds         | AHL        | 72   | 33  | 50  | 83   | 18  | 3   | 2  | 3  | 5   | 0  |
| 1964/65    | Providence Reds         | AHL        | 69   | 12  | 44  | 56   | 12  | —   | —  | —  | —   | —  |
| 1965/66    | Providence Reds         | AHL        | 70   | 13  | 27  | 40   | 8   | —   | —  | —  | —   | —  |
| 1966/67    | Baltimore Clippers      | AHL        | 68   | 33  | 56  | 89   | 22  | 9   | 6  | 7  | 13  | 0  |
| 1967/68    | Baltimore Clippers      | AHL        | 51   | 24  | 41  | 65   | 2   | —   | —  | —  | —   | —  |
| 1968/69    | Baltimore Clippers      | AHL        | 74   | 26  | 52  | 78   | 18  | 4   | 1  | 2  | 3   | 0  |
| 1969/70    | Baltimore Clippers      | AHL        | 42   | 9   | 19  | 28   | 0   | 5   | 2  | 2  | 4   | 0  |
| 1970/71    | Baltimore Clippers      | AHL        | 64   | 15  | 40  | 55   | 0   | 6   | 0  | 1  | 1   | 0  |
| 1971/72    | Toledo Hornets          | IHL        | 46   | 15  | 32  | 47   | 2   | —   | —  | —  | —   | —  |
|            | Rochester Americans     | AHL        | 10   | 2   | 2   | 4    | 2   | —   | —  | —  | —   | —  |
| 1972–75    | nehrál                  | —          | —    | —   | —   | —    | —   | —   | —  | —  | —   | —  |
| 1975/76    | Buffalo Norsemen        | NAHL       | 1    | 0   | 0   | 0    | 0   | —   | —  | —  | —   | —  |
| NHL celkem | NHL celkem              | NHL celkem | 33   | 1   | 5   | 6    | 2   | —   | —  | —  | —   | —  |
| AHL celkem | AHL celkem              | AHL celkem | 1205 | 523 | 852 | 1375 | 520 | 111 | 48 | 71 | 119 | 43 |